# Olle Alkholm
Olle Alkholm, född i Oskarshamn 31 januari 1958, är en svensk pastor i Equmeniakyrkan. Han är ordförande för Nämnden för statligt stöd till trossamfund och sitter i styrelsen för Sveriges kristna råd.

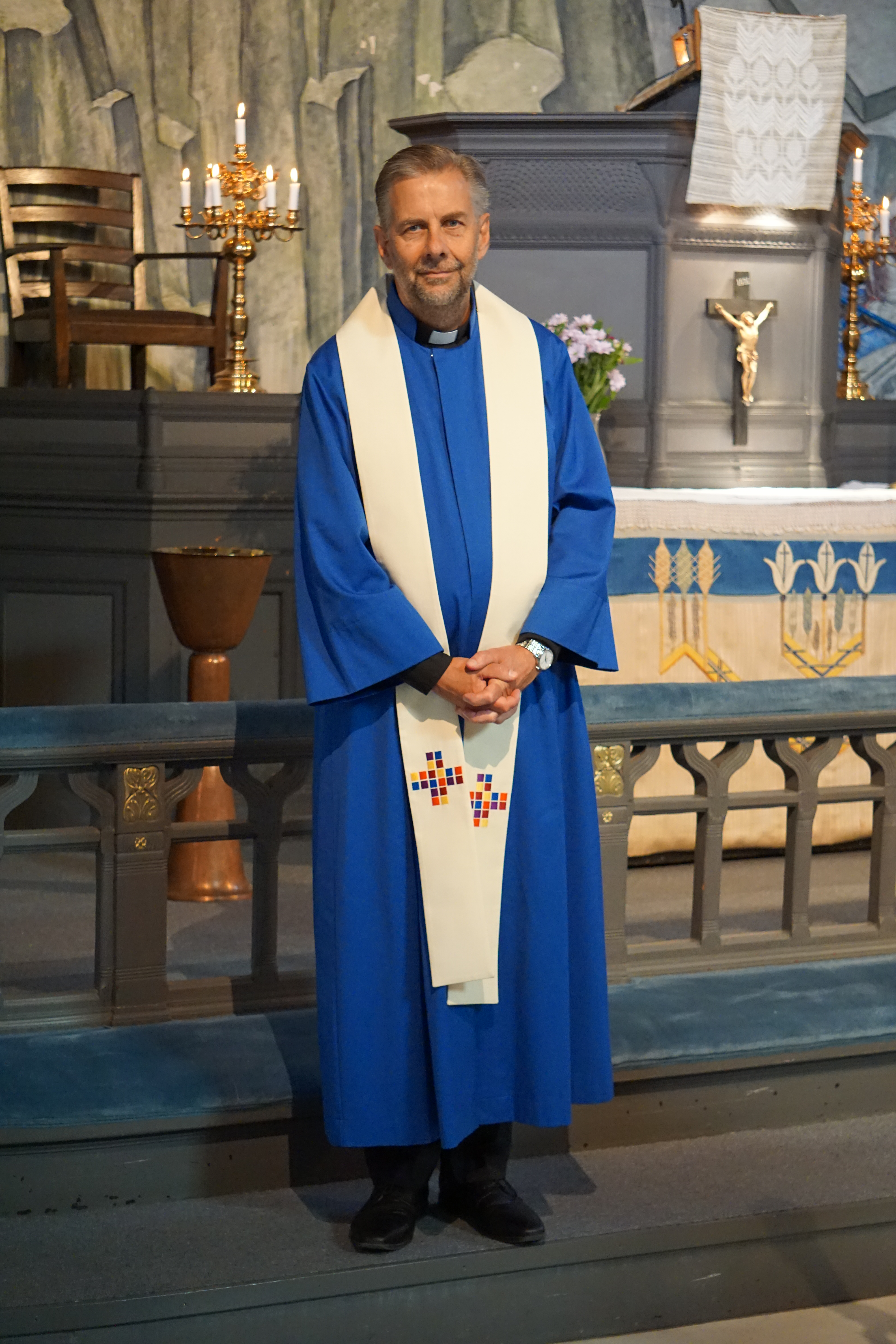
Olle Alkholm 2020.

Alkholm var tidigare biträdande kyrkoledare i Equmeniakyrkan. Han ordinerades till pastor i Svenska Missionskyrkan 1983. Alkholm har arbetat i en lång rad lokala församlingar som pastor och församlingsföreståndare. Mellan 2008 och 2011 var han kyrkosekreterare i Svenska missionskyrkan, för teologi och ekumenik innan han blev tillförordnad missionsföreståndare för Missionskyrkan fram till 2012. Alkholm var också engagerad i processen att bilda Gemensam Framtid, som nu är Equmeniakyrkan. 2012 valdes han till biträdande kyrkoledare och har fram till 2021 haft ett särskilt ansvar för församlings- och medarbetarrådet, ansvars- antagningsnämnden, och för kyrkostyrelsen och arbetsutskottets arbete.